# نشان سلطنتی ویکتوریایی
نشان سلطنتی ویکتوریایی (انگلیسی: Royal Victorian Order) یک نشان موروثی است که ملکه ویکتوریا آن را در ۱۸۹۶ پایه گذاشت و به افرادی اهدا می‌شود که خدماتی مؤثر به تاج‌وتخت کرده باشند و شهروند قلمروی مشترک‌المنافع باشند. در حال حاضر شهریار این نشان چارلز سوم است. این نشان پنج درجه و یک مدال در سه سطح دارد که عبارتند از:
| درجات نشان سلطنتی ویکتوریا | درجات نشان سلطنتی ویکتوریا                    | درجات نشان سلطنتی ویکتوریا                  | درجات نشان سلطنتی ویکتوریا          | درجات نشان سلطنتی ویکتوریا          | درجات نشان سلطنتی ویکتوریا       | درجات نشان سلطنتی ویکتوریا |
| -------------------------- | --------------------------------------------- | ------------------------------------------- | ----------------------------------- | ----------------------------------- | -------------------------------- | -------------------------- |
| درجه                       | رده:شوالیه‌های صلیب بزرگ نشان سلطنت ویکتوریایی | رده:شوالیه‌های فرمانده نشان سلطنت ویکتوریایی | رده:فرماندهان نشان سلطنت ویکتوریایی | رده:ستوان‌های نشان سلطنتی ویکتوریایی | رده:اعضای نشان سلطنتی ویکتوریایی | مدال (مرتبط)               |
| عنوان خطاب (پیش از اسم)    | Sir/Dame                                      | Sir/Dame                                    |                                     |                                     |                                  |                            |
| حروف پس از اسم             | GCVO                                          | KCVO/DCVO                                   | CVO                                 | LVO                                 | MVO                              | RVM                        |
| نشان                       |                                               |                                             |                                     |                                     |                                  |                            |